# Патрік Браун
Патрік Браун (англ. Patrick Browne, 1720 — 29.8.1790) — ірландський лікар, ботанік, історик. Мав докторський ступінь.

## Біографія та наукова діяльність
Патрік Браун вивчав медицину в Парижі та Лейдені й закінчив університет Реймсі в 1742 році. Після короткого періоду подальших штудій він зайняв посаду в лікарні Св. Томаса в Лондоні. Після цього він прожив багато років у Карибському басейні, в Антигуа (який він попередньо відвідував у 1737 році), Ямайці, Сент-Круа, Монтсерраті, але коли він вийшов у відставку в 1771 році, то прибув у рідне графство Мейо. 
Патрік Браун опублікував працю «Цивільна й природна історія Ямайки» (Civil and Natural History of Jamaica) в 1756 році, до якої увійшли нові назви для 104, в основному ботанічних, родів. 
На його честь названа хутія, Geocapromys brownii, а також рід рослин Brownea з родини бобових.